# 前进2号
前进2号（挪威語：Fram2）是由SpaceX公司代表马耳他企业家王纯运营的载人龙飞船进行的一次低地球轨道太空任务。该任务是首次载人飞越地球两极的飞行任务。飞船于2025年4月1日01:46 UTC发射，任务搭载两名女性和两名男性，以及科学载荷，在轨道上停留三到五天。该任务完全由王纯出资，并由他担任指挥，他也负责挑选了机组人员。

## 成员
前进2号成员于2024年8月宣布。
| 岗位            | 航天员                        | 航天员                        |
| --------------- | ----------------------------- | ----------------------------- |
| 航天指挥官      | 王春 (企业家) 第一次飞行      | 王春 (企业家) 第一次飞行      |
| 飞行器指挥官    | Jannicke Mikkelsen 第一次飞行 | Jannicke Mikkelsen 第一次飞行 |
| 飞行员          | Eric Philips 第一次飞行       | Eric Philips 第一次飞行       |
| 任务专家 医疗官 | Rabea Rogge 第一次飞行        | Rabea Rogge 第一次飞行        |

## 任务
此次任务研究了地球两极及其太空环境。这是载人龙飞船的一次独立飞行任务，飞船配备了在靈感4號上首次飞行的全景圆顶附件。
最初，载人龙飞船耐力号被选中进行此次飞行，因为它与欧内斯特·沙克尔顿的南极探险船同名。然而，由于载人龙飞船机队任务排期的变化，耐力号被分配给Crew-10任务，并决定使用坚韧号执行本次任务。该任务于UTC时间2025年4月1日01:46:50从肯尼迪航天中心39A发射台发射（发射场当地时间为美国东部时间3月31日21:46:50）。
此次任务被命名为“fram2”，以纪念并继承挪威极地探险船“fram”，在挪威语中意为“前进”。“前进号”是1893年至1912年间首次完成对北极和南极的探险的船只。船员们把飞船柚木甲板的一块碎片带到了太空。
此次任务进入低地球轨道，远地点为413公里，近地点为202公里，其极地逆行倾角为90.01°，可飞越地球的两极。它打破了1963年东方6号创下的载人航天最高轨道倾角记录。
由于此次发射朝向南方，龙飞船的软件进行了更新，增加了新的中止场景，以便飞船远离佛罗里达、古巴、巴拿马和秘鲁的人口稠密地区，在水上溅落。
乘组人员计划观察和研究类似极光的现象，例如STEVE和绿色碎片，并对人体进行实验，包括首次在太空对人体进行X射线检查。宇航员还尝试种植平菇，这是第一种在太空中种植的蘑菇。罗格计划通过业余无线电进行的一系列慢扫描电视图像传输，针对参加“Fram2Ham”赛事的教育团体。
德克萨斯大学圣安东尼奥分校克莱斯工程与综合设计学院研究副院长克里斯托弗·科姆斯博士将这次任务描述为“比噱头好一点，但算不上具有突破性的里程碑”，计划中的实验科学价值有限，而且无论飞行路径如何都可以进行。然而，对于每位与极地探险都有关联的乘组人员来说，这次任务都具有个人意义。
任务于UTC时间2025年4月4日16:19:28在加利福尼亚州欧申赛德附近的太平洋溅落（着陆点当地时间为太平洋夏令时间上午9:19:28）。这是龙飞船任务首次溅落太平洋。尽管第一代龙飞船货运任务此前曾降落在太平洋，但回收行动于2019年转移至美国东部，以加快宇航员和关键货物返回肯尼迪航天中心。然而，这一调整产生了意想不到的后果：在重返大气层前抛弃的服务模块并没有按预期在大气层中全部烧毁，据报道，至少有四次在陆地上发现服务模块的碎片。在这次太平洋溅落过程中，飞船的服务模块与返回舱的分离时间被推迟，并且朝向海中一个叫做尼莫点（绰号“航天器墓地”）的偏远区域，在那里，任何在重返大气层后幸存下来的碎片都不太可能造成损害。